# Ceintrey
 Ceintrey  là một xã của tỉnh Meurthe-et-Moselle, thuộc vùng Grand Est, đông bắc nước Pháp. Xã này nằm ở khu vực có độ cao trung bình 233 mét trên mực nước biển.
Sông Madon chảy qua thị trấn.